# 데몬 툴즈
데몬 툴스(Daemon Tools)는 마이크로소프트 윈도우와 맥 OS용 디스크 이미지 에뮬레이터이며, 가상 드라이브 위에서 DVD/CD 미디어의 이미지를 마운트한다. 데몬 툴스는 각기 다른 다양한 디스크 이미지 포맷들을 지원하는 것으로 알려져 있다. 이 프로그램은 대부분의 세이프디스크와 시큐롬과 같은 복사 방지 기능을 깨기도 한다.
데몬 툴스는 원래 Generic SafeDisc Emulator의 다른 프로그램의 개발 속에 있던 것이었으며, 여기에 있던 모든 기능을 통합한 것이다. 데몬스 홈(Daemon's Home)에서 배포하고 개발하고 있으며, 비상업 목적으로는 무료이지만 프로그램 설치시 애드웨어를 설치하는 옵션이 설치할 때 기본 체크되어 있다. (물론 설치하지 않아도 된다.) 데몬 툴스는 일상 회화에서는 디툴스(D-Tools)라고 언급한다. 버전 3.47은 광고가 없지만, 그 뒤의 버전은 광고가 있다.
대한민국에는 이비즈네트웍스가 유통 및 판매한다.

## 지원하는 파일 형식
지원하는 파일 형식은 다음과 같다.
- cue/bin
- iso
- ccd (클론CD)
- bwt (블라인드라이트:Blindwrite)
- mds (미디어 서술자 파일)
- cdi (디스크저글러)
- nrg (네로)
- pdi (인스턴트 CD/DVD)
- b5t (블라인드라이트 5)
- isz (압축된 ISO 이미지)
- b6t (블라인드라이트 6)

## 같이 보기
- 디스크 이미지 에뮬레이터
- 시디스페이스